# Động đất Port Vila 2024
Động đất Port Vila 2024 là trận động đất xảy ra vào lúc 12:47:26 (UTC+11), ngày 17 tháng 12 năm 2024 ở Port Vila, thủ đô Vanuatu. Trận động đất có cường độ 7,3 Mw, tâm chấn độ sâu khoảng 57,1 km. Trận động đất đã làm ít nhất 14 người chết, 265 người bị thương. Thiệt hại lớn đã xảy ra ở Port Vila và các khu vực xung quanh. Trận động đất cũng tạo ra sóng thần cao 25 cm (10 in).